# Log Cabin (Texas)
Log Cabin es una ciudad ubicada en el condado de Henderson en el estado estadounidense de Texas. En el Censo de 2010 tenía una población de 714 habitantes y una densidad poblacional de 261,06 personas por km².

## Geografía
Log Cabin se encuentra ubicada en las coordenadas 32°13′25″N 96°1′21″O / 32.22361, -96.02250. Según la Oficina del Censo de los Estados Unidos, Log Cabin tiene una superficie total de 2.74 km², de la cual 2.71 km² corresponden a tierra firme y (0.85%) 0.02 km² es agua.

## Demografía
Según el censo de 2010, había 714 personas residiendo en Log Cabin. La densidad de población era de 261,06 hab./km². De los 714 habitantes, Log Cabin estaba compuesto por el 93.28% blancos, el 2.38% eran afroamericanos, el 0.42% eran amerindios, el 0.28% eran asiáticos, el 0.14% eran isleños del Pacífico, el 2.94% eran de otras razas y el 0.56% pertenecían a dos o más razas. Del total de la población el 6.3% eran hispanos o latinos de cualquier raza.